# Rodjanoaivi
Rodjanoaivi är ett berg i Finland. Det ligger i Utsjoki kommun i landskapet Lappland, i den norra delen av landet, 1 100 km norr om huvudstaden Helsingfors. Toppen på Rodjanoaivi är 511 meter över havet. Rodjanoaivi ingår i bergskedjan Paistunturit och Paistunturi ödemarksområde, 3 km sydost om Tana älv och gränsen mot Norge. Sjön Suohpajávri ligger vid bergets fot i sydväst.